# Andres Serrano
Andrés Serrano (Nueva York, 15 de agosto de 1950) es un fotógrafo estadounidense con reconocimiento internacional por sus fotografías de cadáveres, además de su polémico trabajo Cristo del Pis, también conocido como La Inmersión, una fotografía de un crucifijo sumergido en un vaso con la orina del propio artista.

## Vida
Serrano, de raíces hondureñas y afro-cubanas fue educado como católico. Estudió desde 1967 a 1969 en el Museo Brooklyn, y vive y trabaja en Nueva York.
Su trabajo ha sido expuesto en lugares tan variados y prestigiosos como la Catedral de Saint John de Nueva York, el Barbican Arts Centre de Londres y en la Colección Lambert Aviñón.

## Obra
La obra de Serrano como fotógrafo suele ser en forma de ampliaciones de 0.5 por 0.8 m, producidas con técnicas fotográficas convencionales (sin manipulación digital). Ha tratado un vasto conjunto de temáticas incluyendo retratos de miembros del Ku Klux Klan, fotos de cadáveres, e imágenes de víctimas quemadas.
Muchas de las fotografías de Serrano contienen fluidos corporales, tales como sangre (a veces del ciclo menstrual), semen (por ejemplo, Blood and Semen II (1990)) o leche materna. Dentro de esta serie hay numerosos trabajos de objetos sumergidos en estos fluidos. El más famoso de ellos es Piss Christ (1987), un crucifijo de plástico inmerso de un vaso de orina. Esta fotografía causó una gran polémica la primera vez que fue expuesta y fue denunciada por dos senadores estadounidenses.
La obra "Blood and Semen III" se usó como portada del disco Load de la banda de heavy metal Metallica, mientras que la obra "Piss and Blood" se usó en ReLoad.